# Стрмца (Постојна)
Стрмца (словен. Strmca, итал. Stermizza) је насељено мјесто у општини Постојна, Приморско-нотрањска регија, Словенија.

## Историја
До територијалне реорганизације у Словенији била је у саставу старе општине Постојна.

## Становништво
У попису становништва из 2011. године, Стрмца је имала 83 становника.
| Број становника према пописима | Број становника према пописима | Број становника према пописима |
| ------------------------------ | ------------------------------ | ------------------------------ |
| 1991                           | 2002                           | 2011                           |
| 103                            | 80                             | 83                             |

Напомена: До 1994. исказивано под именом Стрмица. Исте године је смањен за део насеља који је проглашен за ново самостално насеље Лохача.